# Останній магнат (телесеріал)
«Останній магнат» (англ. The Last Tycoon) — американський телесеріал, створений Біллі Реєм (англ. Billy Ray) за мотивами останнього незакінченого роману Френсіса Скотта Фіцджеральда «Останній магнат» (1941). Головні ролі виконали Метт Бомер і Келсі Греммер.
Пілотний епізод був показаний 16 червня 2016 року. 27 липня 2016 року Amazon затвердила знімання телешоу, прем'єра якого відбулася на Amazon Video 28 липня 2017 року. 9 вересня 2017 року Amazon закрила серіал після одного сезону.

## Сюжет
Сюжет серіалу заснований на останній книзі Ф. Скотта Фіцджеральда «Останній магнат» (1941), опублікованій посмертно. Дія відбувається в 1936 році, коли нацистський уряд Гітлера намагається контролювати головні тенденції голлівудського кінобізнесу. Монро Стар (чий прототип — кінопродюсер Ірвінг Тальберг), протистоїть своєму босові Пету Брейді, намагаючися зупинити контроль Третього Рейху.

## У ролях

### Основний склад
- Меттью Бомер — Монро Стар
- Келсі Греммер — Пет Брейді, власник кіностудії «Брейді Амерікен»
- Лілі Коллінз — Сесілія Брейді, дочка Пета
- Домінік МакЕлліґот — Кетлін Мур, актриса
- Енцо Чіленті (Enzo Cilenti) — Обрі Гекет, сценарист
- Коен Де Боу  (Koen De Bouw) — Томас Зеп, начальник охорони кіностудії «Брейді Амерікен»
- Марк О'Браєн (Mark O'Brien) — Макс Майнер, працівник кіностудії
- Розмарі Девітт (Rosemarie DeWitt) — Роуз Брейді, дружина Пета